# Phyllophaga laportei
Phyllophaga laportei är en skalbaggsart som beskrevs av Blanchard 1851. Phyllophaga laportei ingår i släktet Phyllophaga och familjen Melolonthidae. Inga underarter finns listade i Catalogue of Life.